# Monroe County (Florida)
Monroe County is een county in de Amerikaanse staat Florida.
De county heeft een landoppervlakte van 2.582 km² en telt 79.589 inwoners (volkstelling 2000). De hoofdplaats is Key West.

## Bevolkingsontwikkeling

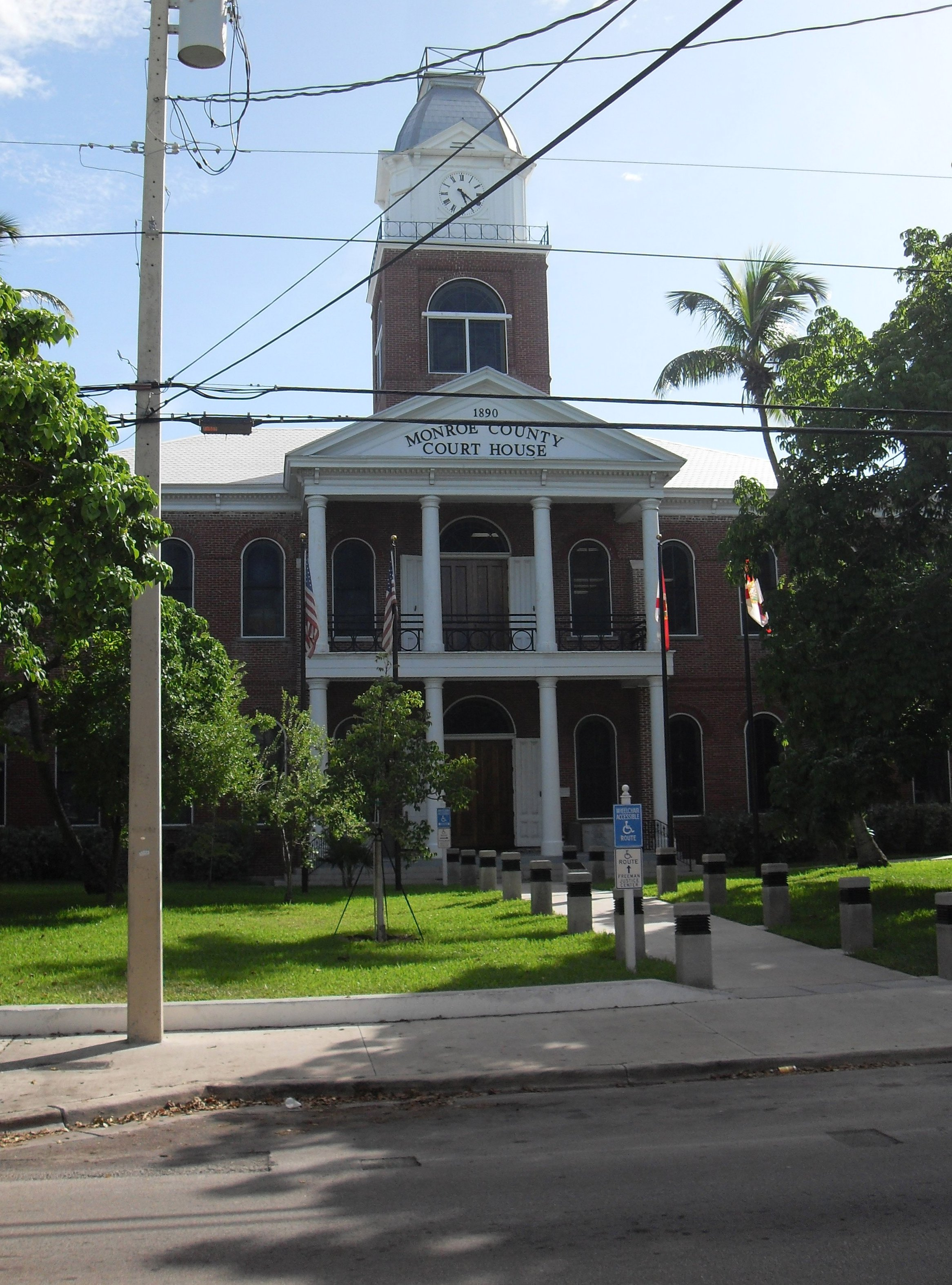
Monroe County Courthouse